# Calotis
Calotis es un género de plantas con flores perteneciente a la familia de las asteráceas. Comprende 42 especies descritas y de estas, solo 27 aceptadas.
La mayoría de las especies se encuentran en Australia y solo dos en Asia.

## Especies
- Calotis ancyrocarpa J.M.Black
- Calotis anthemoides F.Muell.
- Calotis breviradiata (Ising) G.L.Davis
- Calotis breviseta Benth.
- Calotis cuneata (Benth.) G.L.R.Davis
- Calotis cuneifolia R.Br.
- Calotis cymbacantha F.Muell.
- Calotis dentex R.Br.
- Calotis erinacea Steetz
- Calotis glabrescens C.T.White
- Calotis glandulosa F.Muell.
- Calotis hispidula (F.Muell.) F.Muell.
- Calotis inermis Maiden & Betche
- Calotis kempei F.Muell.
- Calotis lappulacea Benth.
- Calotis latiuscula F.Muell. & Tate
- Calotis moorei P.S.Short
- Calotis multicaulis (Turcz.) Druce
- Calotis plumulifera F.Muell.
- Calotis porphyroglossa Benth.)
- Calotis pubescens (F.Muell. ex Benth.) N.G.Walsh & K.L.McDougall
- Calotis scabiosifolia Sond.
- Calotis scapigera Hook.
- Calotis squamigera C.T.White
- Calotis suffruticosa Domin
- Calotis xanthosioidea Domin